# Gymnothorax megaspilus
Gymnothorax megaspilus är en fiskart som beskrevs av Böhlke och Randall, 1995. Gymnothorax megaspilus ingår i släktet Gymnothorax och familjen Muraenidae. Inga underarter finns listade i Catalogue of Life.